# Chapelle Notre-Dame-du-Château (Saint-Étienne-du-Grès)
Pour les articles homonymes, voir Chapelle Notre-Dame-du-Château.
La chapelle Notre-Dame-du-Château, à Saint-Étienne-du-Grès, est une chapelle romane du département français des Bouches-du-Rhône.

## Situation, accès
La chapelle Notre-Dame-du-Château se situe sur une colline, au sud-est du village. L'accès se fait par un chemin piétonnier, démarrant à l'oratoire le plus à l'est de l'avenue Notre-Dame-du-Château.

## Histoire

### La légende
Notre-Dame du Château, également appelée « La Belle Briançonne », est une Vierge à l'Enfant, en bois. Son surnom vient d'une tradition, racontant qu'elle aurait été amenée de Briançon à Tarascon, par un moine en 1350. Le premier dimanche précédant l'Ascension, elle est portée en procession, parée, de la chapelle à Tarascon. Elle est rapportée à la chapelle 40 jours plus tard. Ce usage est mentionné en 1777.
Son nom proviendrait plutôt de sa situation élevée, proche de noms de Brégançon ou Bergançon. Ce nom est déjà mentionné dans des archives 1213, bien avant l'époque évoquée par la légende.

### La chapelle
Les lieux auraient été donnés en 1080 à la collégiale Saint-Paul-de-Mausole. Au XVIIIe siècle elle est considérée comme une simple chapelle de dévotion, où une messe se célèbre à l'Assomption.
La chapelle Notre-Dame-du-Château fait l’objet d’une inscription au titre des monuments historiques depuis le 28 décembre 1926.

## Architecture
La chapelle se présente sous la forme d'un petit édifice de plan carré, composé d'une nef terminée par une abside à l'est, et flanquée de bas-côtés, le tout voûté en berceau. Quelques éléments sculptés et l'analyse des éléments constructifs permettent de placer la construction dans la seconde moitié du XIe siècle.
Quelques bâtiments secondaires furent ajoutés sur le flanc oriental en 1859.